# 徐慧慧
徐慧慧（英語：Jade Xu，1986年2月9日—）是一名女演员和前武术运动员。她曾奪得世界武术锦标赛金牌，並且曾出演漫威电影宇宙电影黑寡婦、尚氣與十環傳奇。 

## 早年
徐慧慧 九岁时随家人移居意大利。 

## 职业

### 武术
徐慧慧六岁時开始练习武术。 她在2005年世界武术锦标赛上奪得三枚奖牌，成为刀术世界冠军。 之後又在2007年世界武术锦标赛上奪得金牌、 北京2008武术比赛上奪得银牌、 2009年世界武术锦标赛上奪得一枚金牌和一枚银牌。 

### 演員
徐慧慧退役后成為一名演員。她先後出演太极1从零开始、太极2英雄崛起、咏春传奇等電影以及电视剧。 2021年，她在漫威影业的黑寡中饰演黑寡妇海伦。 